# Antifongique
Cet article concerne les produits utilisés en santé humaine et animale. Pour les produits phytosanitaires, voir Fongicide.

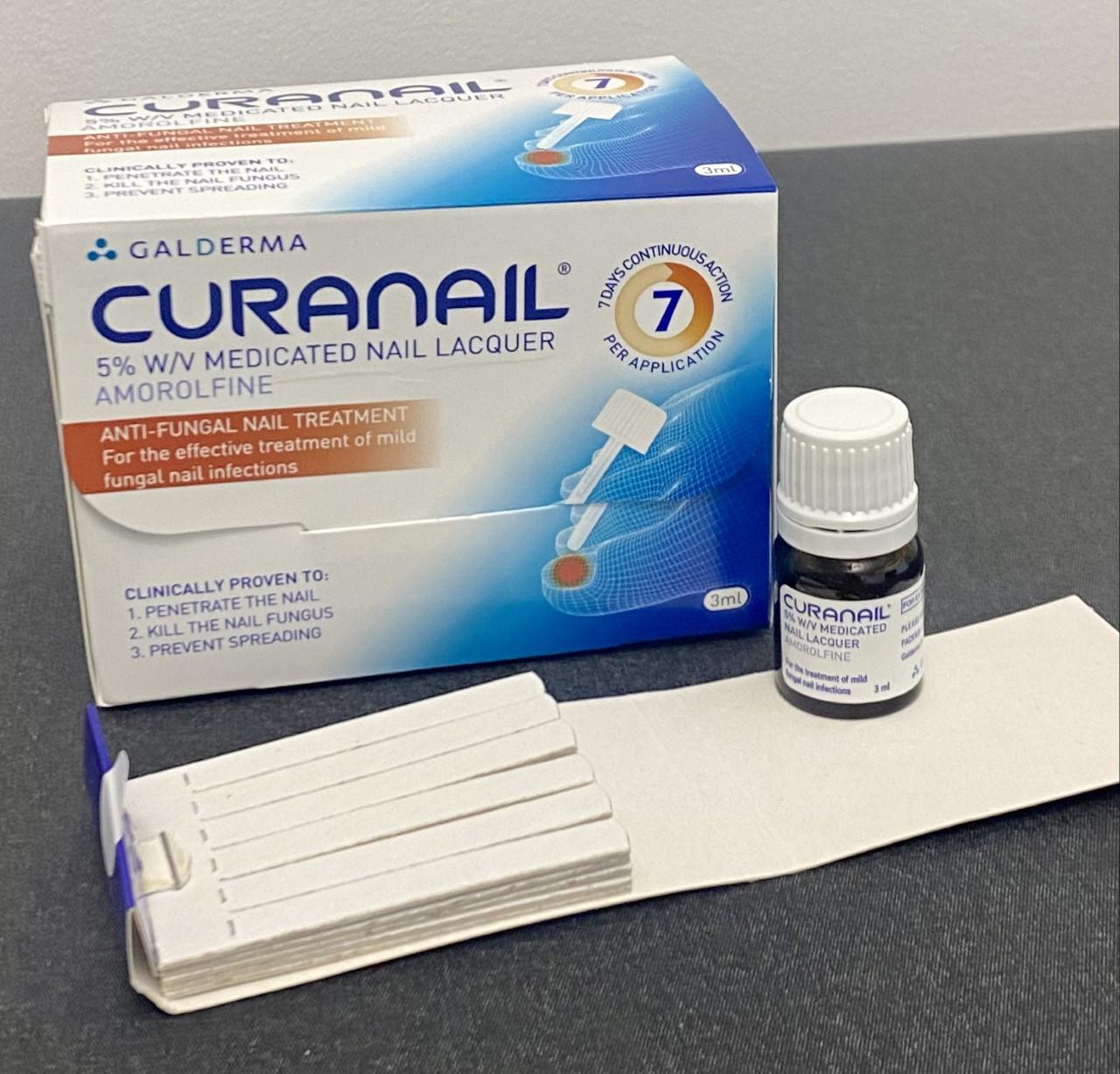
Les antifongiques sont utilisés pour traiter les mycoses. Ici, l'antimycosique est l'amorolfine, appliqué sous la forme de vernis à ongles pour les mycoses unguéales.

Un antimycosique ou antifongique est un médicament utilisé en santé humaine et animale pour traiter les mycoses les levures et moisissures, ou d'inhiber leur développement. Bien que ce soient des molécules identiques, on parle plutôt de fongicides dans le cadre des produits phytosanitaires utilisés en agriculture, en sylviculture et en horticulture.
Contrairement aux antibiotiques chez qui il existe une dizaine de familles pour lutter contre les infections bactériennes, il existe seulement quatre classes de médicaments antifongiques. La difficulté de cibler le règne fongique sans nuire au patient-hôte est due à la relative proximité biologique du règne fongique avec le règne animal qui partagent le fait d'être des eucaryotes, c'est-à-dire d'être composés de cellules dotées d'un noyau ; contrairement aux bactéries qui sont des procaryotes, car sans noyau.

## Liste d'antimycosiques

### Polyènes
Les polyènes sont actifs contre les levures et contre aspergillus, blastomyces, histoplasma.
Ils ne sont pas résorbés par voie orale.
- Nystatine
- Amphotéricine B
- Natamycine

### Imidazolés et triazolés
Action: inhibition de l'enzyme cytochrome P450 14α-demethylase.
Imidazolés :
- Miconazole
- Ketoconazole
- Clotrimazole
- Éconazole
- Bifonazole
- Butoconazole
- Fenticonazole
- Isoconazole
- Oxiconazole
- Sertaconazole
- Sulconazole
- Thiabendazole
- Tioconazole

Triazolés (plus récents) :
- Fluconazole
- Itraconazole
- Isavuconazole
- Posaconazole
- Ravuconazole
- Voriconazole

Thiazolés :
- Abafungine (en)

### Allylamines
- Terbinafine : le plus utilisé.
- Amorolfine
- Naftifine
- Buténafine

### Lipopeptide
- Mycosubtiline

### Autres
- Flucytosine : antimétabolite.
- Griséofulvine
- Caspofungine
- Micafungine
- Povidone iodée : antiseptique topique et antifongique

## Résistance aux antifongiques
Du fait de l'usage massif de fongicides contre les champignons phytopathogènes en agriculture, en sylviculture et en horticulture, des résistances apparaissent chez des champignons pathogène chez les humains et les animaux, ce qui induit des infections accrues, notamment chez les professionnels exposés à ces traitements, à l'instar de l'antibiorésistance.
Cette résistance fait l'objet d'une surveillance de la part des organismes de santé depuis les années 2010. Par exemple, Aspergillus fumigatus est un microchampignon présent dans la terre qui a développé une résistance au voriconazole et infecté un agriculteur de la région de Besançon en France en 2013. C'est le cas également pour d'autres fongicides et d'autres espèces d'Aspergillus comme un pathogène du bois qui a infecté un scieur dans le Doubs en France ou des pathogènes des tulipes aux Pays-Bas qui infectent les horticulteurs. L'OMS a ainsi publié en 2022 une liste de 19 espèces de champignons dont la propagation mondiale inquiète les organismes de santé publique notamment à cause de leur résistance aux traitements. Se retrouvent notamment Cryptococcus neoformans, Candida auris, Aspergillus fumigatus et Candida albicans.
En 2025, dans les hôpitaux néerlandais, 20 à 30 % des patients infectés sont concernés par des souches résistantes,,,, alors qu'en France, ce taux est de 5 ou 6 %. La conséquence est l'emploi d'antifongiques plus puissants et plus toxiques pour le patient. Une solution envisagée et encore au stade de l'expérimentation serait l'immunothérapie, c'est-à-dire la stimulation du système immunitaire du patient.